# Duomyia serra
Duomyia serra är en tvåvingeart som beskrevs av Mcalpine 1973. Duomyia serra ingår i släktet Duomyia och familjen bredmunsflugor. Inga underarter finns listade i Catalogue of Life.